# Гюйанкур
Гюйанку́р (фр. Guyancourt [gɥi.jɑ̃.kuʁ]) — город во Франции, находится в департаменте Ивелин, в 30 километрах от Парижа, граничит с Версалем. Входит в состав агломерации Saint-Quentin-en-Yvelines. На территории Гюйанкура находится футуристичный техноцентр Le Losange («Ромб») компании Renault, в котором работают 11 000 инженеров и дизайнеров.

## Этимология
Согласно исследованиям аббата Жана Лёбёф (фр. Jean Lebeuf) (1687—1760), название города восходит к Ги де Шеврёз (фр. Guy de Chevreuse), построившего в 1065 году на этом месте деревню Guidonis Curtis — дословно «двор, земля Ги». Однако никакой более ранний источник не подтверждает эту гипотезу.
Другая гипотеза относит истоки названия города к германскому корню Wid (лес), либо к германскому же имени собственному Guyan.
Существовало множество вариантов написания названия города: Guidoncourt, Guyoncourt, Guiencourt, Guyencourt. С 1811 года (наполеоновские кадастры) фиксируется написание Guyancourt.

## История

### От Неолита до Версаля
Первые следы обитания человека на территории сегодняшнего города относятся к неолиту — каменные наконечники стрел, резцы и топоры этой эпохи выставлены в музее Сен-Жерменского дворца.
Множество археологических находок свидетельствуют о присутствии в Гюйанкуре поселений римской эпохи, а во время раскопок 1998 года археологи обнаружили саркофаги времен Меровингов.
В 1065 году Ги де Шеврёз строит на этом месте деревню Guidonis Curtis, его потомки владеют землёй до 1693 года, когда король Людовик XIV выкупает земли в ходе строительства Версальского дворца — уже в 1668 году Кольбер создаёт на территории сегодняшнего города пруды ля Миньер (фр. étangs de La Minière), вода из которых поднималась мельницами на плато, откуда по каналам попадала в бассейны и фонтаны Версальского парка.

### От войны 1870 года до второй мировой войны
После поражения Франции в войне с Пруссией (1870 год) вокруг Парижа возводится сеть фортификационных сооружений, в том числе на территории Гюйанкура батарея Бувье (фр. batterie de Bouviers), построенная в 1879 году. Артиллеристы находились в форте Бувье до 1933 года, а затем форт был арендован компанией Испано-Сюиза, производившей здесь снаряды, артиллерийские орудия, а затем автомобили.
После второй мировой войны Испано-Сюиза оставляет в Гюйанкуре только мирное производство — разработка и тесты автомобильных и железнодорожных моторов. Разработанные здесь моторы использовались в Советском Союзе на поездах Транссибирской магистрали.
В 1990 году завод Испано-Сюизы закрывается, форт выкуплен городом, на его территории в 2006 году открыто кафе.

### Аэродром Гюйанкура
В 1930 году компания Caudron строит в Гюйанкуре свой аэродром. Но уже через 3 года компания разоряется, её активы (в том числе аэродром) выкупает Луи Рено.
8 августа 1934 года на аэродроме Гюйанкура Элен Буше (фр. Hélène Boucher) ставит рекорд скорости на дистанциях 100 километров (412 км/ч) и 200 километров (409 км/ч). 11 августа она бьёт женский рекорд скорости — 445 км/ч. 30 ноября того же года Элен Буше разбивается в ходе тренировочного полёта на аэродроме Гюйанкур.
В 1989 году аэродром закрывается, его территория поглощается городом.

### Агломерация Saint-Quentin-en-Yvelines
С начала 1950-х годов Париж переживает демографический взрыв. С 1961 года по инициативе генерала де Голля принимается решение о создании «новых городов» (фр. villes nouvelles) вокруг Парижа. В их числе — Saint-Quentin-en-Yvelines, в который входит Гюйанкур. В конце 1960-х годов Гюйанкур насчитывает около полутора тысяч жителей, но в результате реализации проекта «нового города» к 2007 году здесь живёт порядка 28 тысяч человек, в городе обосновывается множество компаний, предоставляющих в общей сложности около 24 тысяч рабочих мест.